# Turl Street
Turl Street, informellt även The Turl, är en gata i centrala delen av Oxfords historiska innerstad i England. 

## Sträckning
Gatan ligger i mitten av den historiska innerstaden och sammanlänkar de både huvudgatorna Broad Street i norr och High Street i söder. Brasenose Lane ansluter österut i riktning mot Radcliffe Square och Market Street och Ship Street ansluter västerut mot Cornmarket Street. 

## Kända byggnader
Vid Turl Street ligger tre av Oxfords universitets äldre college, från norr till söder: Exeter College (grundat 1314), Jesus College (1571) och Lincoln College (1427). Intill korsningen med High Street ligger 1700-talskyrkan All Saints, som sedan 1970-talet inrymmer Lincoln Colleges bibliotek.

## Historia
Turl Street omnämns som St Mildred's Street 1363, men senast under mitten av 1600-talet var namnet Turl Gate Street etablerat. Namnet kommer från en krokig portöppning i Oxfords medeltida stadsmur, som fungerade som utfallsport och låg vid gatans dåvarande norra ände. Porten och mursträckningen revs 1722. Delen söder om Ship Street omnämns som Lincoln College Lane i mitten av 1700-talet.
Turl Street slutade ursprungligen vid korsningen med Ship Street där den medeltida stadsporten låg. År 1551 omnämns en stig norrut från utfallsporten i riktning mot Broad Street, och 1722 togs porten bort.
Sedan 1985 är gatan stängd för genomfartstrafik med en bom.

## Handel
Förutom de tre historiska Oxfordcollegen ligger många butiker omkring Turl Street, bland dessa restaurangen Turl Street Kitchen och den traditionella herrekiperingen Walters of Oxford. I Turl Street Kitchens byggnad låg tidigare QI Building, Oxfordkontoret för frågesportprogrammet QI.
Collegen vid Turl Street har ett stort antal studentbostäder belägna vid gatan.

## Evenemang
Vid Turl Street arrangeras årligen Turl Street Arts Festival av studenter från collegen vid Turl Street.